# خط‌شناسی

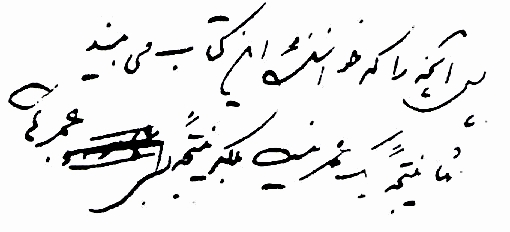
«پس آنچه را که خوانندهٔ این کتاب می‌بیند تنها نتیجهٔ یک عمر نیست بلکه نتیجهٔ بسی عمرهاست» دستنوشته علی اکبر دهخدا دربارهٔ لغت‌نامه

خط‌شناسی (گرافولوژی) روش‌های مطالعه و بررسی شخصیت و ویژگی‌های فردی براساس چگونگی نوشتن است. بر اساس بررسی‌های انجام‌شده توسط National Pen Company در آمریکا، خط افراد شامل چگونگی فاصله‌گذاری‌ها، روش گذاشتن نقطه‌ها، نوع چرخش حروف یا گرایش کلمات به سوی چپ یا راست می‌تواند حقایقی را درباره‌ی ۵۰۰۰ ویژگی متفاوت آنها آشکار کند. نوع خط هر شخص، ناشی از ساختار عصبی و ویژگی‌های روانی وی، سن او و همینطور فرهنگ و شغل اوست. همین موضوع سبب می‌شود که دستخط افراد گوناگون با هم فرق داشته باشد.

## کاربرد
مهمترین کاربرد خط‌شناسی، گزینش خواستاران استخدام است. همچنین از خط‌شناسی می‌توان در زمینه‌های جرم‌شناسی و برای تشخیص راستگویی متهمان نیز استفاده کرد. به‌طور کلی می‌توان کاربرد این شبه‌علم را در دو دسته‌ی اصلی زیر خلاصه کرد:
1. گزینش افراد از بیرون از محیط مورد نظر
2. شناخت افراد ناهماهنگ با محیط

## اصول قواعد خط‌شناسی
از نظر خط‌شناسان یک خط مانند کاری است که انجام شده باشد. کاری که فرد باید سالیان دراز صرف کند تا آن را بیاموزد و با تمرین فراوان بتواند نوشته‌اش را کامل کند. از سوی دیگر، تجربه به ما می‌آموزاند که انسان به‌طور کامل در میان اعمالش قرار گرفته است؛ چراکه حرکات و اشارات ما تنها از خواست و نیت آنی ما اطاعت نداشته، بلکه از همبستگی نیروهای درونی که زمینه و عصاره‌ی وجود ما را برمی‌سازند، فرمان می‌برد.
طرز راه رفتن، نگاه داشتن پیپ یا سیگار، چگونگی حرکت دست هنگام سخن گفتن و موارد مشابه حرکات پیچیده‌ای هستند که در آنها به نتایج روانی مهمی می‌توان دست یافت. درحالیکه اشارات، طرز راه رفتن و سایر حرکات یادشده در بالا دوام و استمراری ندارند اما یک خط بر کاغذ، اثری است که باقی می‌ماند و حرکات و احساس نویسنده‌ی آن را در هنگام نوشتن که با درآمیختگی با انبساط خاطر یا شک و تردید و یا با واکنش فرد در برابر واقعیت‌ها نگاشته شده است بازمی‌تاباند. اسلوب نوشتن هرچه باشد، نسخ یا نستعلیق، کتابی یا چاپی یا بر اساس سرمشق‌های خوشنویسی، نویسنده برحسب خلق و خوی یا طبع و سرشت خود، کم‌کم از آن دور می‌شود.
اصول و اساس شبه‌علم خط‌شناسی بر پایه‌ی رابطه‌ی سرعت نوشتن و فشار نوشتن است. یک رابطه‌ی معکوس؛ یعنی هرچه سرعت بیشتر شود فشار کمتر و هرچه فشار بیشتر شود سرعت کمتر می‌شود و این رابطه میزان صرف انرژی به‌وسیله‌ی هر فرد را مشخص می‌کند که چه مقدار برای سرعت و چه مقدار برای فشار قلم صرف می‌کند. دیگر مسائل که شمار آنها هم کم نبوده و نیز برای تشخیص روانشناسی دستخط و امضا مهم هستند جزو فرانمودها و قوانین پیرو این شبه‌علم می باشند.

## انواع روش‌های نوشتن
در میان افراد یک نفر به سمت چپ و دیگری به سمت راست منحرف می‌شود. یک نفر رو به بالا می‌نویسد و یکی رو به پایین. برخی تودرتو می‌نویسند و برخی با فاصله. یکی تند می‌نویسد و دیگری باخودداری. این تفاوت‌ها در هنگام نوشتن را به گرایش‌های گوناگون خلق و خوی نویسنده نسبت می‌دهند.
محدوده‌ی چرخش دست راست و دست چپ در زبان فارسی با هم تفاوت دارد. اگر قلم را به دست راست بدهید و مچ دست را ثابت نگه دارید و به جهت پیشروی زبان فارسی مچ دست را بچرخانید می بینید که محدوده‌ی نسبتاً بزرگی با سمت و سوی پایین را دربرمی‌گیرد برعکس اگر همین عمل را با دست چپ انجام دهید درمی‌یابید که محدود‌ی خیلی کمتری و آن هم با سمت و سوی رو به بالا را دربرمی‌گیرد. طبیعتاً یک راستدست در زبان فارسی خیلی راحت‌تر از یک چپدست است.

## خط فارسی
چون خط فارسی از راست شروع می‌شود و به طرف چپ پیش می‌رود، سمت راست مبدأ و سمت چپ کاغذ مقصد عمل است. در هر نقطه از خط که قلم بایستد، آنچه در طرف راست واقع می‌شود مانند گذشته است و نمایشگر خود نویسنده است و آنچه در طرف چپ قرار دارد مانند آینده است و نمایشگر آنچه در بیرون قرار دارد که افکار نویسنده به آن متوجه است؛ پس نتیجه می‌گیریم که هر حرکتی که مسیر نوشته را به چپ شدت می‌بخشد، نشانه‌ی آن است که نویسنده می‌گراید از لاک خود بیرون شده یا به سوی فرد دیگری بگراید. در واقع نوشته‌ی پیشرونده اثر فعال بودن و برونگرایی نویسنده را بازمی‌تاباند.
خط فارسی واژگونه‌ی خط لاتین، پیوستاری دارد سیالگونه؛ که گسترشی در خط افق دارد، وارون خط لاتین که در خط عمود گسترش می‌یابد. خط فارسی چون موج دریاست که روی هم سوار می‌شود ولی خط لاتین مانند تکه‌های چهارضلعی‌ای است که کنار هم چیده می‌شود. می‌بایست عنوان نمود که خط‌شناسی در هر زبان وابسته به فرهنگ نوشتاری آن زبان است. یعنی جدا از آشنایی با قانون اصلی (که همان رابطه‌ی سرعت و فشار است) و تمام فرانمودها و قوانین پیرو، یک خط‌شناس در زبان فارسی باید با فرهنگ نوشتاری زبان فارسی نیز آشنا باشد. فرهنگ‌های نوشتاری در زبان فارسی و در زبان‌هایی چون عربی تفاوت‌های زیادی با هم دارند، اگرچه ماهیت کلی حروف و پاره‌خط‌های حروف در هر دو زبان یکی است.
کافی است یک جستجوی ساده در اینترنت با عباراتی شبیه به graphology و یا handwriting analysis انجام دهید تا تارنماها و کتاب‌های معتبری که در این زمینه نگاشته و به چاپ رسیده‌اند را ملاحظه کنید. صدها کتاب و ده‌ها تارنما پیرامون این شبه‌علم در زبان لاتین خواهید یافت. شوربختانه در زبان فارسی تنها دو کتاب در این زمینه به چاپ رسیده است و هیچ تارنما و نهاد معتبری در این زمینه وجود ندارد و این فاصله‌ی دنیای غرب با کشور ما را در یک شبه‌علم بسیار کاربردی می‌رساند.